# Кирочи, Уилфред
Уилфред Оанди Кирочи — кенийский легкоатлет, который специализировался в беге на 1500 метров. Чемпион мира среди юниоров в 1986 и 1988 годах. Серебряный призёр Всеафриканских игр 1987 года. На чемпионатах мира по кроссу в 1987 и 1988 годах выиграл личное первенство среди юниоров. Серебряный призёр Игр Содружества 1990 года. 
Победитель финала гран-при IAAF 1992 года.